# 경상북도고령교육지원청
경상북도고령교육지원청(慶尙北道高靈敎育支援廳, Goryeong Office of Education)은 경상북도 고령군을 관할하는 경상북도교육청 산하의 교육지원청이다.
교육장은 장학관으로 보한다.

## 산하 기관

### 초등학교
| - 개진초등학교 - 고령초등학교 - 다산초등학교 | - 덕곡초등학교 - 박곡초등학교 | - 성산초등학교 - 쌍림초등학교 | - 우곡초등학교 - 운수초등학교 |

### 중학교
| - 고령중학교 - 개진분교 - 다산중학교 | - 성산중학교 - 쌍림중학교 - 우곡중학교 |